# 陰謀驚悚片
陰謀驚悚片（英語：Conspiracy thriller）是驚悚電影或小說的子類型。陰謀驚悚片的主角通常是記者業餘調查員，他們發現自己（常常是不經意地）深陷一條引線，最終解開「一路走到底」的大陰謀。歷史事實的複雜性被改寫為一種道德劇，壞人引發壞事，好人會識別並擊敗他們。陰謀通常以處於危險中的男人（或處於危險中的女人）的故事形式出現，或者在追兇劇或偵探故事中產生類似的探索敘事。
這類作品的一個共同主題是，揭開陰謀的人物在騙局中遇到了查明真相的困難：如謠言、謊言、政治宣傳和反宣傳的相互疊加，有什麼陰謀和有什麼巧合將變得糾纏不清。許多陰謀小說作品還包括密史和偏執幻想小說的主題。

## 來源
1. ↑  . The New York Times.   [2010-04-30]. （原始内容存档于2003-08-14）.

## 外部連結
- 英國電影協會網站：陰謀影集 （页面存档备份，存于）